# هونما کی
هونما کی (انگلیسی: Kei Homma؛ زادهٔ ۱۴ مهٔ ۱۹۸۵) بازیکن فوتبال اهل ژاپن است.
از باشگاه‌هایی که در آن بازی کرده‌است می‌توان به باشگاه فوتبال آلبیرکس نیگاتا اشاره کرد.